# Encheliophis vermicularis
Encheliophis vermicularis är en fiskart som beskrevs av Müller 1842. Encheliophis vermicularis ingår i släktet Encheliophis och familjen nålfiskar. Inga underarter finns listade i Catalogue of Life.